# Catostominae
Sous-famille
Les Catostominae sont une sous-famille de poissons téléostéens.

## Liste des tribus
- sous-famille des Catostominae
  - tribu des Catostomini
    - genre Catostomus Lesueur, 1817
    - genre Chasmistes Jordan, 1878
    - genre Deltistes Seale, 1896
    - genre Xyrauchen Eigenmann & Kirsch in Kirsch, 1889

  - tribu des Moxostomatini
    - genre Erimyzon Jordan, 1876
    - genre Hypentelium Rafinesque, 1818
    - genre Minytrema Jordan, 1878
    - genre Moxostoma Rafinesque, 1820
    - genre Thoburnia Jordan & Snyder in Jordan, 1917